# سهیل موفق
سهیل موفق (زادهٔ ۱۳۵۹ در شمیران) کارگردان فیلم سینمایی شکلاتی کار حرفه ای خود را از سال ۱۳۷۲ با بازیگری در سریال‌های تلویزیونی آغاز و از اوایل دهه ۱۳۸۰ به‌عنوان تهیه‌کننده، کارگردان و بازیگر سریال‌هایی همچون «شهرک ترافیک»، «محله تهرونیا» و… با تلویزیون همکاری کرد. آخرین اثر او در تلویزیون فیلم تلویزیونی «مسابقه ازدواج» در مقام کارگردان بود.

## کارگردان
- خانوم والده[۲] (۱۴۰۳)
- کفایت مذاکرات (۱۴۰۳)
- نوروز (۱۴۰۲)
- دردسرهای شیرین (۱۴۰۱)
- پاستاریونی (۱۳۹۷)
- شکلاتی (۱۳۹۵)
- مسابقه ازدواج (۱۳۹۱)
- سریال شهرک ترافیک ۱ (۱۳۸۴)
- سریال شهرک ترافیک ۲ (۱۳۸۵)
- سریال شبکه ترافیک (۱۳۸۶)
- سریال مدرسه الف ، ب (۱۳۸۷)
- سریال محله تهرونیا (۱۳۸۸)

## گروه کارگردانی
- نفس عمیق (۱۳۸۰)

## دستیار تدوین
- رقص در غبار (۱۳۸۱)